# Manihot corymbiflora
Manihot corymbiflora är en törelväxtart som beskrevs av Ferdinand Albin Pax och Käthe Hoffmann. Manihot corymbiflora ingår i släktet Manihot och familjen törelväxter. Inga underarter finns listade i Catalogue of Life.